# التغير المناخي في جنوب إفريقيا

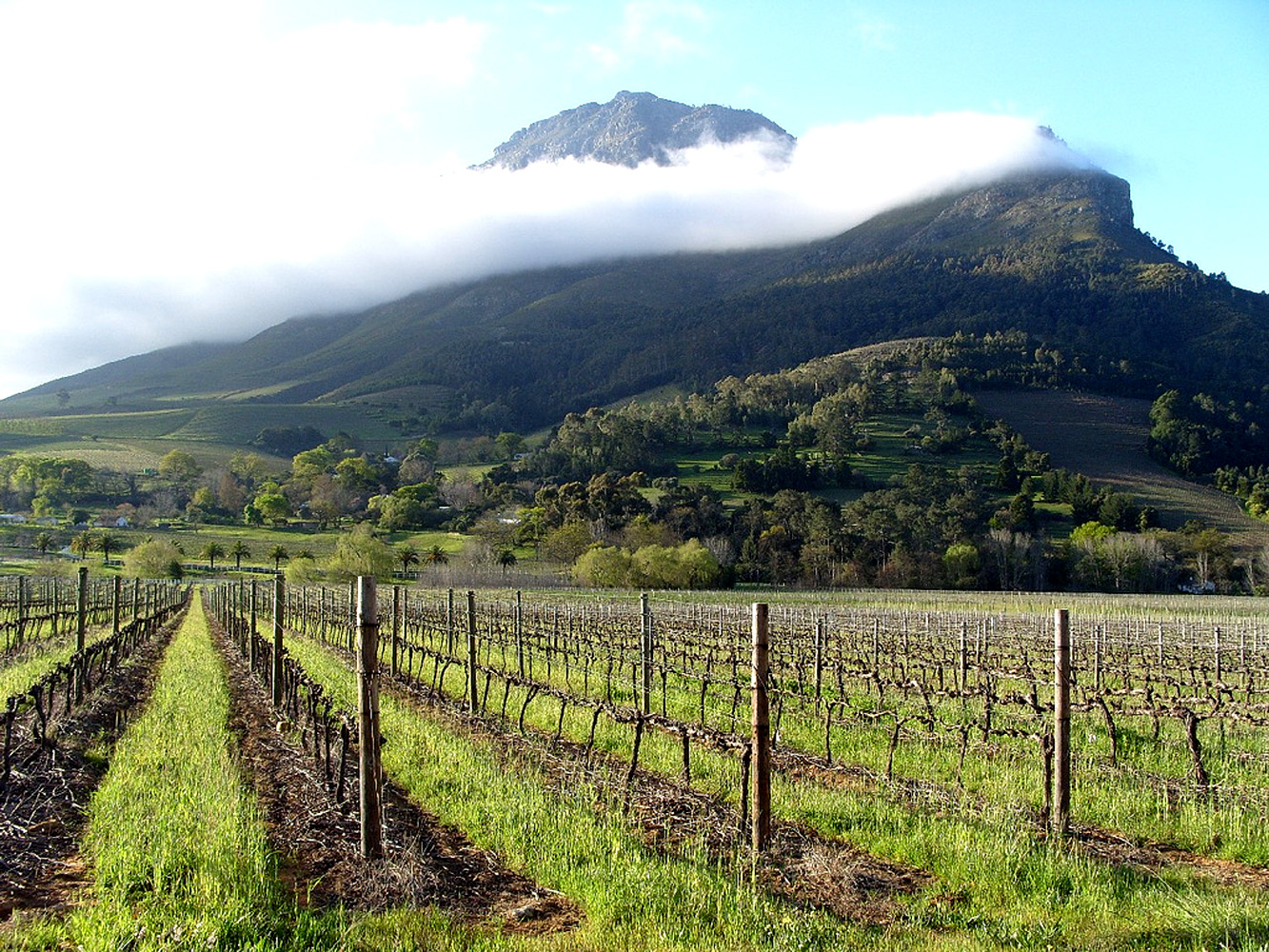
سيؤثر تغير المناخ على الزراعة في جنوب إفريقيا (نباتات متعرجة في ستيلينبوش)

يؤدي التغير المناخي في جنوب أفريقيا إلى تزايد درجات الحرارة وتغير هطولات المطر. تظهر الأدلة أن الظروف الجوية القاسية تغدو أكثر شيوعًا بسبب التغير المناخي. هذا من المخاوف المقلقة لأهالي جنوب أفريقيا إذ سيؤثر التغير المناخي على حالتهم العامة وصحة البلاد، على سبيل المثال فيما يخص الموارد المائية. تمامًا كأماكن عديدة أخرى من العالم، فقد أظهرت البحوث المناخية أن التحدي الحقيقي في جنوب أفريقيا يتعلق بالمشاكل البيئية أكثر من التنموية. يبكون الأثر الأكثر تأثيرًا استهداف الموارد المائية، والتي لها آثار مهولة على القطاع الزراعي. تنتج التغيرات المناخية المتسارعة آثارًا واضحة على المجتمع والمستوى البيئي بعدة طرق وعلى عدة أصعدة، بدءًا من جودة الهواء، إلى أنماط درجة الحرارة والطقس، وصولًا إلى الأمن الغذائي والأعباء المتعلقة بالأمراض.
يتوقع أن تشمل الآثار المتنوعة للتغير المناخي على المجتمعات الريفية كلًّا من: الجفاف، نضوب الموارد المائية والتنوع الحيوي، تفتت التربة، تراجع اقتصادات الكفاف، توقف النشاطات الثقافية.
تساهم جنوب أفريقيا بمقدار معتد به من انبعاثات ثنائي أكسيد الكربون، كونها المصدر الرابع عشر في العالم من حيث انبعاثات ثنائي أكسيد الكربون (CO2). قدرت انبعاثات ثنائي أكسيد الكربون بقيمة 9.5 طنًّا من ثنائي أكسيد الكربون للفرد في عام 2015، أكثر من المتوسط العالمي. يعود هذا بقدر كبير إلى اعتماد نظام الطاقة في جنوب أفريقيا بشكل كبير على الفحم والنفط. كجزء من التزاماتها الدولية، فقد تعهدت جنوب أفريقيا بأن تبلغ ذروة الانبعاثات فيها بين عامي 2020 و2025 لتتناقص بعد ذلك.

## انبعاثات غازات الدفيئة
جنوب أفريقيا هي الدولة الرابعة عشر في العالم من حيث إصدار انبعاثات غازات الدفيئة.

### القطاع الطاقي
تمتلك جنوب أفريقيا قطاع طاقة كبيرًا، كونها ثاني أكبر اقتصاد في أفريقيا. استهلكت البلد 227 تيراواط ساعي من الكهرباء في عام 2018. أنتجت الأغلبية الكبرى من كهرباء جنوب أفريقيا من الفحم، مع كون الوقود مسؤولًا عن 88% من الإنتاج في 2017. جنوب أفريقيا هي سابع أكبر منتج للفحم في العالم. اعتبارًا من يوليو 2018، تمتلك جنوب أفريقيا قدرة توليدية من طاقة الفهم تبلع 39 غيغاواط. جنوب أفريقيا الدولة الرابعة عشر في العالم من حيث إصدار انبعاثات غازات الدفيئة. تخطط جنوب أفريقيا للتحول عن الفحم في القطاع الطاقي. تهدف الدولة لتفكيك 34 غيغاواط من الاستطاعة المركبة للكهرباء المنتجة من الفحم بحلول عام 2050.
تهدف أيضًا لبناء 20 غيغاواط على الأقل من مولدات الكهرباء العاملة على الطاقات المتجددة بحلول عام 2030.

### الطاقة المتجددة
الطاقة المتحددة في جنوب أفريقيا هي الطاقة المولدة في جنوب أفريقيا من مصادر متجددة، أي قادرة على تجديد نفسها تلقائيًّا – كضوء الشمس والرياح والمد والجزر والأمواج والأمطار والكتلة الحيوية والحرارة الأرضية (الجيوحرارية). تركز الطاقات المتجددة على أربع مجالات رئيسية: توليد الكهرباء، التدفئة والتبريد باستخدام الهواء والماء، النقل، خدمات الطاقة الريفية. قطاع الطاقة في جنوب أفريقيا مكون مهم في أنظمة الطاقة العالمية بسبب ابتكارات البلد وتقدمها في مجال الطاقات المتجددة. مساهمة جنوب أفريقيا في انبعاثات غازات الدفيئة تصنف بأنها متوسطة ومعدل الانبعاثات للفرد فيها أعلى من المتوسط العالمي. يتوقع أن يتصاعد الطلب على الطاقة داخل البلد بثبات ويتضاعف بحلول عام 2025.

### النقل
يساهم قطاع النقل في جنوب أفريقيا بنسبة 10.8% من انبعاثات غازات بيت الدفيئة الكلية في البلد. وبعيدًا عن الانبعاثات المباشرة، فإن الانبعاثات غير المباشرة في عملية إنتاج ونقل الوقود تسبب أيضًا انبعاثات معتدًّا بها. نقل الطرقات، على وجه الخصوص، يساهم في نحو ثلاثة أرباع انبعاثات النقل الكلية.

## الآثار على البيئة الطبيعية

### درجة الحرارة وتغيرات الطقس
ظهرت تأكيدات مختلفة بشأن آثار تغير المناخ في جنوب أفريقيا مع انخفاض سريع في الهطولات المطرية وملاحظة انخفاض مستويات درجة الحرارة. يتوقع أن يرفع التغير المناخي درجات الحرارة في جنوب أفريقيا بمقدار 2-3 درجات مئوية بحلول منتصف القرن، وبحدود 3-4 درجات مئوية بحلول نهاية القرن في سيناريو معتدل لتطور الأحداث. ستشمل التأثيرات أيضًا تغير أنماط المطر وزيادة التبخر، ما يزيد احتمال حدوث حالات جفاف شديدة.
تعاني أفريقيا حاليًّا وفي المدى المنظور من موجات حر بارزة بناءً على طبيعة القارة وفي وسط الأزمة البيئية التي نشهدها حاليًّا.

## الآثار على الناس

### الآثار الاقتصادية

#### الزراعة
التحدي الرئيسي الذي يواجه أي أمة بسبب التغير المناخي هو الأثر المباشر على الأمن الغذائي. بهذا المعنى، تصنف أفريقيا كأكثر قارة عرضة للتأثر بالتغيرات المناخية. في إثيوبيا على سبيل المثال، يواجه إنتاج الغذاء تحديات كثيرة بسبب التغير المناخي. يلاحظ أن خسارات الإنتاج السنوي بسبب التغيرات المناخية تزداد من عام لآخر.
يتوقع أن تتأثر الزراعة سلبًا بحالات الجفاف، وتناقص هطولات المطر، والآفات، وتغيرات أخرى في البيئة بسبب التغير المناخي. سينتج عن ارتفاع درجات الحرارة في جنوب أفريقيا وتناقص الهطول المطري انحسار الموارد المائية وتغير رطوبة التربة، ما يؤدي إلى تناقص إنتاجية الحقول الزراعية.
تظهر بعض التنبؤات أن موارد الماء السطحية يمكن أن تتناقص بنسبة 60% بحلول عام 2070 في أجزاء من كيب الغربية. لعكس الأضرار التي تسبب بها سوء إدارة الأراضي، فقد دعمت الحكومة برنامجًا يروج للتنمية المستدامة واستخدام الموارد الطبيعية.
شهد إنتاج الذرة، وهو محصول يساهم بأكثرية مقدارها 36% من القيمة الإجمالية لمحصولات حقول جنوب أفريقيا، آثارًا سلبية أيضًا بسبب التغير المناخي. القيمة المقدرة للخسائر، والتي تأخذ بعين الاعتبار سيناريوهات مع أو بدون أثر ثنائي أكسيد الكربون في التخصيب، تتراوح بين عشرات ملايين ومئات ملايين الراندات.

#### السياحة
تهتم جنوب أفريقيا بمراعاة القطاع السياحي لأهميته لديها فهي تعطيه مقدارًا لا بأس به من العناية عند دراسة أثر التغير المناخي. هذا قطاع حساس لا يسهل تناوله؛ ولكن الأهمية في تعرضه لمخاطر التغير المناخي الذي يتزايد مؤخرًا. تفوق التحديات حقيقة أن هناك حاجة لإتاحة المجال لسياح أكثر للقدوم. تشمل المخاوف الأساسية لجنوب أفريقيا تطوير خطط لتقليل الفقر الناتج عن التغير المناخي في جنوب أفريقيا. حثت السياحة صناع القرار في جنوب أفريقيا على تحسين فرص العمل، والنمو الاقتصادي، ودعم صناعات مختلفة. هناك تحديات حرجة مختلفة تواجه قطاع السياحة في جنوب أفريقيا وكانت بشكل رئيسي نتيجةً لآثار التغير المناخي. في هذا الشأن، من المهم ملاحظة أن الحكومة الوطنية في جنوب أفريقيا بدأت بتطبيق سياسات جديدة مبنية على السياحة والمناخ لتجاوز بعض التحديات. من المهم ذكر أن المناخ العام في جنوب أفريقيا يعاني من أوضاع وتغيرات مختلفة. هذه التغيرات تستهدف المناطق الشتوية والصيفية، والمناطق جنوب الاستوائية، وكلًّا من المناطق الجافة والرطبة.

### الآثار الصحية
هناك أدلة على أن التغير المناخي سيكون له آثار سلبية على الصحة العامة في جنوب أفريقيا، وخصوصًا بسبب ارتفاع نسبة الأشخاص المعرضين للخطر. هناك بالفعل عبء كبير من الأمراض في جنوب أفريقيا يرتبط بالعوامل البيئية والتغير المناخي سيفاقم الكثير من هذه القضايا الاجتماعية والبيئية. يتوقع أن يهدد التغير المناخي الصحة العامة بزيادة التوتر الناتج عن الحرارة، والارتفاع في الأمراض المنقولة بواسطة النواقل والأمراض المعدية، وسوء الحوادث المناخية الشديدة، وانخفاض الأمن الغذائي، وازدياد التوتر المؤثر على الصحة العقلية. وجد بحث استقصائي عام 2019 للأبحاث المنشورة في مجال التكيف والصحة العامة أن «حجم وجودة البحث مخيبان للآمال، ولا يتناسبان مع التهديد الذي يشكله التغير المناخي في جنوب أفريقيا».